# Jean-Nicolas Corvisart
Jean-Nicolas Corvisart des Marets (født 15. februar 1755 i Dricourt, departementet Ardennes, død 18. september 1821 i Courbevoie,  departementet Hauts-de-Seine) var en fransk læge, farbror til Lucien Corvisart. 
Corvisart var først læge ved den i Paris 1794 oprettede medicinske klinik, men opgav senere denne stilling, blev 1805 baron, 1807 Napoleons livlæge og senere chef for det franske medicinalvæsen. Han var en af grundlæggerne af den nyere patologiske anatomi, især med hensyn till hjertets sygdomme (Essai sur les maladies et les lésions organiques du coeur et des gros vaisseaux 1806, 3. udgave 1818). 
Størst betydning fik han ved at gøre perkussionen ved brystundersøgelser almindelige bekendt. Hans opmærksomhed blev henledet på denne Auenbruggers opdagelse, og han underkastede den derfor et omhyggeligt studium i 20 år, hvorefter han 1808 udgav Auenbruggers skrift Inventum novum med fransk oversættelse og mange tilføjelser under titel: Nouvelle méthode pour reconnaître les maladies internes de la poitrine ... par Auenbrugger (1808).